# تاراس بولبا
تاراس بولبا (به انگلیسی:Taras Bulba) رمانی است اثر نیکولای گوگول (۱۸۰۹–۱۸۵۲)، نویسندهٔ روس، که در سال ۱۸۳۵ میلادی به همراه چند داستان دیگر در مجموعهٔ «میرگرود» انتشار یافته‌است. گوگول در این داستان راجع به زندگی کازاکی به نام «تاراس بولبا» و دو پسرش «اُستاپ» و «آندری» سخن می‌گوید و شرح حال زندگی آن‌ها اعم از رشادت‌ها و خیانت‌ها را توصیف می‌کند. داستان تاراس بولبا، به دلیل اهمیتی که داشت و توفیقی که بعدها در بین مخاطبان حاصل کرد، به صورت رمان جداگانه‌ای به چاپ رسید و اکنون اگر معروف‌ترین اثر گوگول نباشد بی‌شک یکی از شناخته‌شده‌ترین و معروف‌ترین رمان‌های او به‌شمار می‌رود. 
درون مایه داستان تاراس بولبا ستایشی است از کازاکها و شرح شیوه زندگی و احوالات و آداب و رسوم ایشان. گرچه به نظر می‌رسد گوگول در وصف ویژگی‌های عجیب و منحصربه‌فرد کازاک‌ها اندکی زیاده‌روی کرده باشد اما شخصیت تاراس بولبا را می‌توان آیینه تمام نمای یک کازاک واقعی دانست که طبیعتی شجاع و وحشی دارد.
ترجمه فارسی فریدون عطایی از این کتاب در سال ۱۳۶۵ هجری شمسی توسط انتشارات دادجو به چاپ رسید. (البته چاپهای قبل از انقلاب نیز موجود است.) در سال ۱۹۶۲ فیلمی از داستان تاراس بولبا با همین نام به کارگردانی جی. لی تامپسون با بازی یول برینر و تونی کرتیس ساخته شد.

## شرح داستان

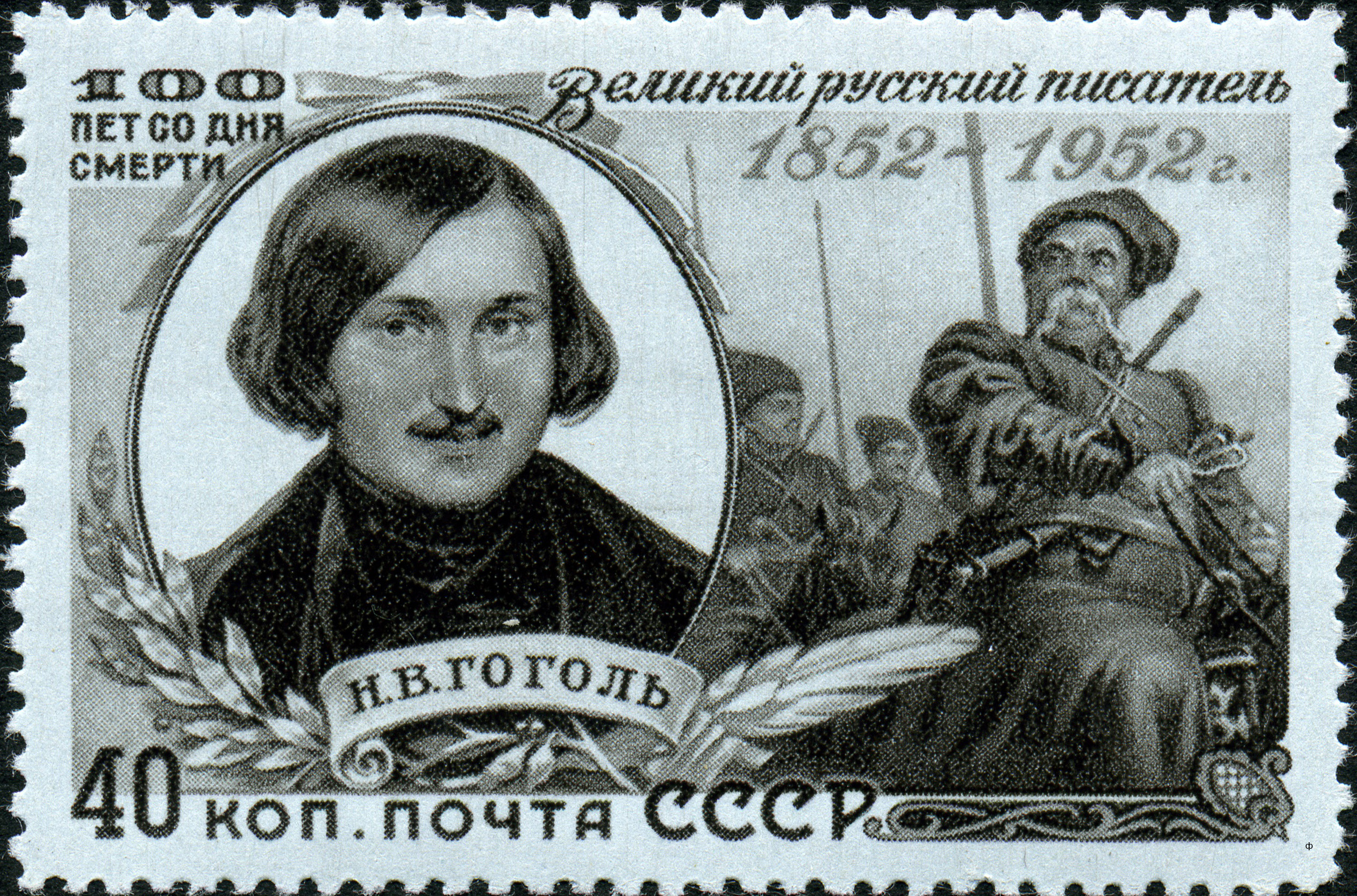
نیکولای گوگول

وقایع رمان در قرن شانزدهم می‌گذرد؛ قرن شمشیر و جنگ که هر کس که در خور نام انسان است در حال پیکار است. تاراس بولیا، کازاک پنجاه ساله‌ای که همچنان آماده جنگیدن و کشتار در راه اعتقاد خود است، با دو پسرش اوستاپ و آندری به اردوگاه کازاک‌ها در «سچ»، واقع در جزیره‌ای در رود دنیپر، می‌روند. شب و روز در استپ‌ها، اسب می‌تازند و درست هنگامی به آنجا می‌رسند که کازاک‌ها پشت به هزیمت داده از قایق پیاده می‌شوند و با خشم تمام نقل می‌کنند که «یهودی‌ها کلیساهای ما را به اجازه می‌گیرند و کاتولیک‌ها، مسیحیان ارتدوکس رابه ارابه می‌بندند، چطور می‌توان در سرزمین روس این همه از دست کفار شکنجه دید و تحمل کرد!» جنگ آغاز می‌شود و کازاک‌ها پس از آنکه تمام یهودیان دور و بر را به رود دنیپر می‌اندازند، به غارت دهات آن‌ها می‌پردازند. هنگام حمله به یک قلعه، جوانترین پسر تاراس، یعنی آندری، که در کی‌یف عاشق دختری لهستانی شده بود، به خودی‌ها خیانت می‌کند و به دشمنان می‌پیوندد، اما اسیر کازاک ها می‌شود و خود تاراس بولبا او را می‌کشد. اوستاپ پسر بزرگ‌تر پس از رشادتها و دلاوریهای فراوان، به دست لهستانی‌ها اسیر می‌شود. تاراس که از مرگ خسته‌است می‌خواهد پسرش را نجات دهد، ولی از بخت بد شاهد شکنجه علنی فرزندش قبل از اعدام می‌شود و کاری نمی‌تواند بکند. تنها کاری که می‌کند این است که با فریاد به پسرش می‌فهماند که در آنجاست و شاهد قهرمانی اوست و قول می‌دهد که انتقامش را بگیرد. از این پس، تاراس حالت سبعیت و درندگی پیدا کرده، به «سچ» برمی‌گردد، نخست سرهنگ سپاه بزرگی و سپس فرمانده لشکر مستقلی می‌شود و تخم ویرانی و وحشت را در شهرهای لهستان می‌افشاند، تا روزی که بالاخره اسیر می‌شود و قرار است که زنده در آتش سوزانده شود. آخرین کلماتی که می‌گوید برای این است که راه فرار را به رفقایش نشان دهد، و بعد در میان شعله‌های آتش جان می‌دهد.
این اثر حال و هوایی حماسی دارد که از روح ملت روس برمی‌خیزد. طبع وحشی و بدوی ملت اسلاو، موضوع اصلی این اثر حماسی است که در اینجا نشان داده می‌شود که می‌تواند، در عین حال، تا ابراز محبتهای هیجان‌انگیز و سرشار از عظمت تعالی یابد و هم تا حد روی آوردن به قتل و غارت سقوط کند.